# Schuschanik Kurghinjan

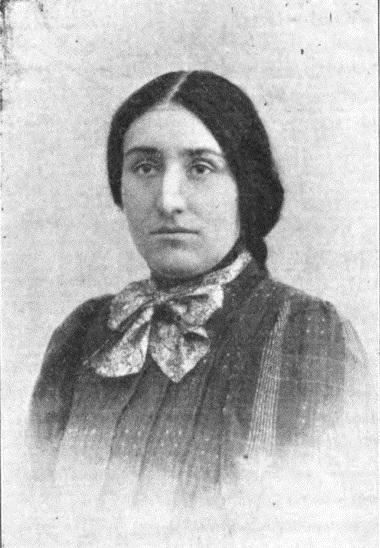
Schuschanik Kurghinjan

Schuschanik Kurghinjan (armenisch Շուշանիկ Կուրղինյան; 18. August 1876 in Alexandropol – 24. November 1927) war eine armenische Autorin, die für ihre Lyrik bekannt wurde. Sie hinterließ eine Autobiografie. Sie gilt als politische Autorin, die vor allem feministische und sozialistische Themen behandelte. Ihr bekanntestes Werk, das auch ins Englische übertragen wurde, ist eine Lyriksammlung, die übersetzt Ich möchte leben heißt.

## Leben und Werk
Schuschanik Kurghinjan wurde in eine arme Familie geboren, ihr Vater war Schuster. Sie selbst reparierte laut Eigenaussage in ihrer Biografie gegen ein kleines Gehalt nach Feierabend des Vaters in seinem Auftrag Schuhe.
Ihr politisches Engagement nahm Schuschanik Kurghinjan bereits in jungen Jahren auf. So organisierte sie bereits mit 17 Jahren die erste innerparteiliche Gruppierung für Frauen in der sozialdemokratischen Huntschak-Partei. Ihr erstes poetisches Schaffen ist einige Jahre später mit der Veröffentlichung ihres ersten Gedichtes 1899 in Taraz. Weitere Veröffentlichung bewirkten, dass sie als feindlich gegenüber dem russischen Zar eingestuft und zur Verhaftung ausgeschrieben wurde. Aus diesem Grund floh sie nach Beendigung ihrer Schullaufbahn am Olginsky Progymnasium nach Rostow am Don. Sie war zu diesem Zeitpunkt bereits verheiratet und nahm ihre Kinder mit auf diese Flucht. Sie lebte in der Folge in Armut und schloss sich dem revolutionären Untergrund an. Dies war gleichzeitig eine produktive Phase ihres lyrischen Schaffens, vor allem in den Jahren 1907 und 1908. Sie veröffentlichte ihren ersten Gedichtband 1907, inhaltlich beschäftigten sich viele der Texte mit der gescheiterten russischen Revolution von 1905. Sie gab marginalisierten Gruppen, wie Prostituierten und Zwangsarbeiterinnen eine Stimme in ihrer Lyrik. Ihre Gedichte können deshalb von Anfang an als feministische Texte eingeordnet werden. Ein zweiter Gedichtband wurde aus politischen Gründen nicht veröffentlicht.
1921 kehrte Schuschanik Kurghinjan nach Armenien zurück, das Ende 1922 eine Teilrepublik der Sowjetunion wurde. Schuschanik Kurghinjan war die letzten Jahre ihres Lebens bettlägerig.
In der Sowjetunion wurde Schuschanik Kurghinjans Schaffen vor allem als politisches Schreiben wahrgenommen. Sowohl die künstlerischen, als auch die feministischen Aspekte ihres Schreibens wurden vernachlässigt.
Die Übersetzerin Shushan Avagyan trug durch ihre Übertragungen fast des gesamten lyrischen Werkes wesentlich zur internationalen Bekanntheit Schuschanik Kurghinjans bei. Eine weitere Übersetzerin, Lilit Pipoyan, schrieb zu einigen der übertragenen Gedichte Lieder, so z. B. das Stück Don’t Cry (armenisch Միլար). Sie legte auch eine Facebookseite an, auf der Informationen zu Schuschanik Kurghinjan gesammelt werden.